# Плавучесть

Силы, действующие на частично погруженное тело.

Плаву́честь (устаревшее название — пловучесть) — свойство погружённого в жидкость тела оставаться в равновесии, не выходя из жидкости и не погружаясь дальше, то есть плавать. Также — раздел теории корабля, изучающий плавучесть.

## Закон Архимеда
Древнегреческий учёный Архимед сформулировал закон, по которому погружённое тело плавает в равновесии, когда его вес равен весу вытесненного им объёма жидкости.
При этом сила выталкивания, по природе сила давления, зависит от плотности жидкости (ρfluid), а вес (Gravity) от плотности тела (ρobject). Обе силы являются равнодействующими распределённых нагрузок. Понятно, что чем выше плотность жидкости, тем меньшая часть тела погрузится до равновесия. Наоборот, чем больше плотность тела при заданном объёме, тем больше его масса m, и тем глубже оно погрузится.
При отсутствии поверхностного натяжения уравнение равновесия плавающего тела будет выглядеть:
{\displaystyle {\frac {\rho _{\mathrm {object} }}{\rho _{\mathrm {fluid} }}}={\frac {P_{\mathrm {object} }}{\rho _{\mathrm {fluid} }\cdot g-P_{\mathrm {im} }}},}
где {\displaystyle P_{\mathrm {object} }} — вес тела, {\displaystyle \rho _{\mathrm {object} }} — плотность тела, {\displaystyle g} — ускорение свободного падения, {\displaystyle P_{\mathrm {im} }} — вес погружённого тела, {\displaystyle \rho _{\mathrm {fluid} }} — плотность жидкости.
Считают, что Архимед вывел этот закон, решая задачу определения плотности тела, не прибегая к объёмам. По легенде, ему требовалось узнать, из золота ли сделана корона, весившая столько же, сколько золотой слиток. Прямо измерить объём короны он не мог из-за её сложной формы.

## Плавучесть корабля (судна)

Запас плавучести (показан светло-зелёным)

### Запас плавучести
Под плавучестью корабля понимают его способность оставаться на плаву при заданной нагрузке. Эта способность характеризуется запасом плавучести, который выражается как процент объёма водонепроницаемых отсеков выше ватерлинии к общему водонепроницаемому объёму. Любое нарушение непроницаемости ведёт к снижению запаса плавучести. Для корабля (судна), у которого корпус водонепроницаем по главную палубу:
{\displaystyle W=V_{h}/V_{o}*100,}
где {\displaystyle V_{h}} — объём подпалубных помещений над ватерлинией, {\displaystyle V_{o}} — весь объём подпалубных помещений.
Уравнение равновесия в этом случае имеет вид:
{\displaystyle P=y(V_{o}-V_{h}),} или:
{\displaystyle P=yV,}
где {\displaystyle P} — вес судна, {\displaystyle y} — плотность воды, {\displaystyle V} — погружённый объём, и называется основным уравнением плавучести
Из него следует:
1. при неизменной плотности {\displaystyle y} изменение нагрузки {\displaystyle P} сопровождается пропорциональным изменением погружённого объёма {\displaystyle V} до достижения нового положения равновесия. То есть, при увеличении нагрузки судно «садится» в воду глубже, при уменьшении всплывает выше.
2. при неизменной нагрузке {\displaystyle P} изменение плотности {\displaystyle y} сопровождается обратно пропорциональным изменением погружённого объёма {\displaystyle V}. Так, в пресной воде судно сидит глубже, чем в солёной.
3. изменение объёма {\displaystyle V} при прочих равных сопровождается изменением осадки. Например, при балластировке забортной водой или аварийном затоплении отсеков можно считать, что судно не приняло груз, а увеличило погружённый объём, и осадка увеличилась — судно сидит глубже. При откачке воды происходит обратное.

Физический смысл запаса плавучести — это объём воды, который судно может принять (скажем, при затоплении отсеков), ещё оставаясь на плаву. Запас плавучести 50 % значит, что водонепроницаемый объём выше ватерлинии равен объёму ниже неё. Для надводных кораблей характерны запасы 50÷60 % и выше. Считается, что чем бо́льший запас удалось получить при постройке, тем лучше.

### Нейтральная плавучесть

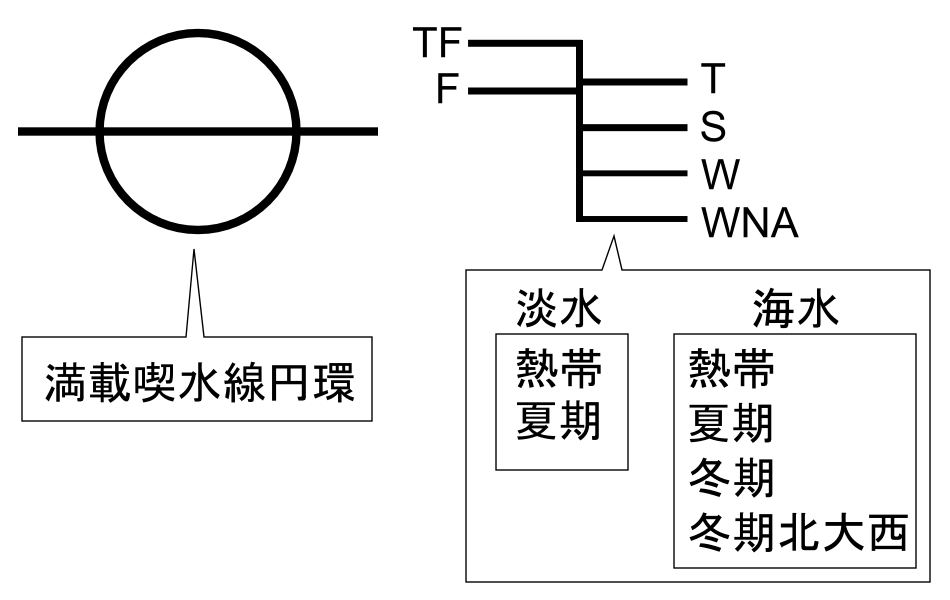
Пример грузовой марки

Когда объём принятой воды (для надводного корабля) в точности равен запасу плавучести, считается, что плавучесть утеряна — запас равен 0 %. Действительно, в этот момент корабль погружается по главную палубу и находится в неустойчивом состоянии, когда любое внешнее воздействие может вызвать его уход под воду. А в воздействиях, как правило, недостатка нет. В теории этот случай называется нейтральная плавучесть.

### Отрицательная плавучесть
При приёме объёма воды больше чем запас плавучести (или любого груза, большего по весу) говорят, что судно получает отрицательную плавучесть. В этом случае оно неспособно плавать, а может только тонуть.
Поэтому для судна устанавливается обязательный запас плавучести, который оно должно иметь в неповреждённом состоянии для безопасного плавания. Он соответствует полному водоизмещению и маркируется ватерлинией и/или грузовой маркой.

### Гипотеза прямобортности

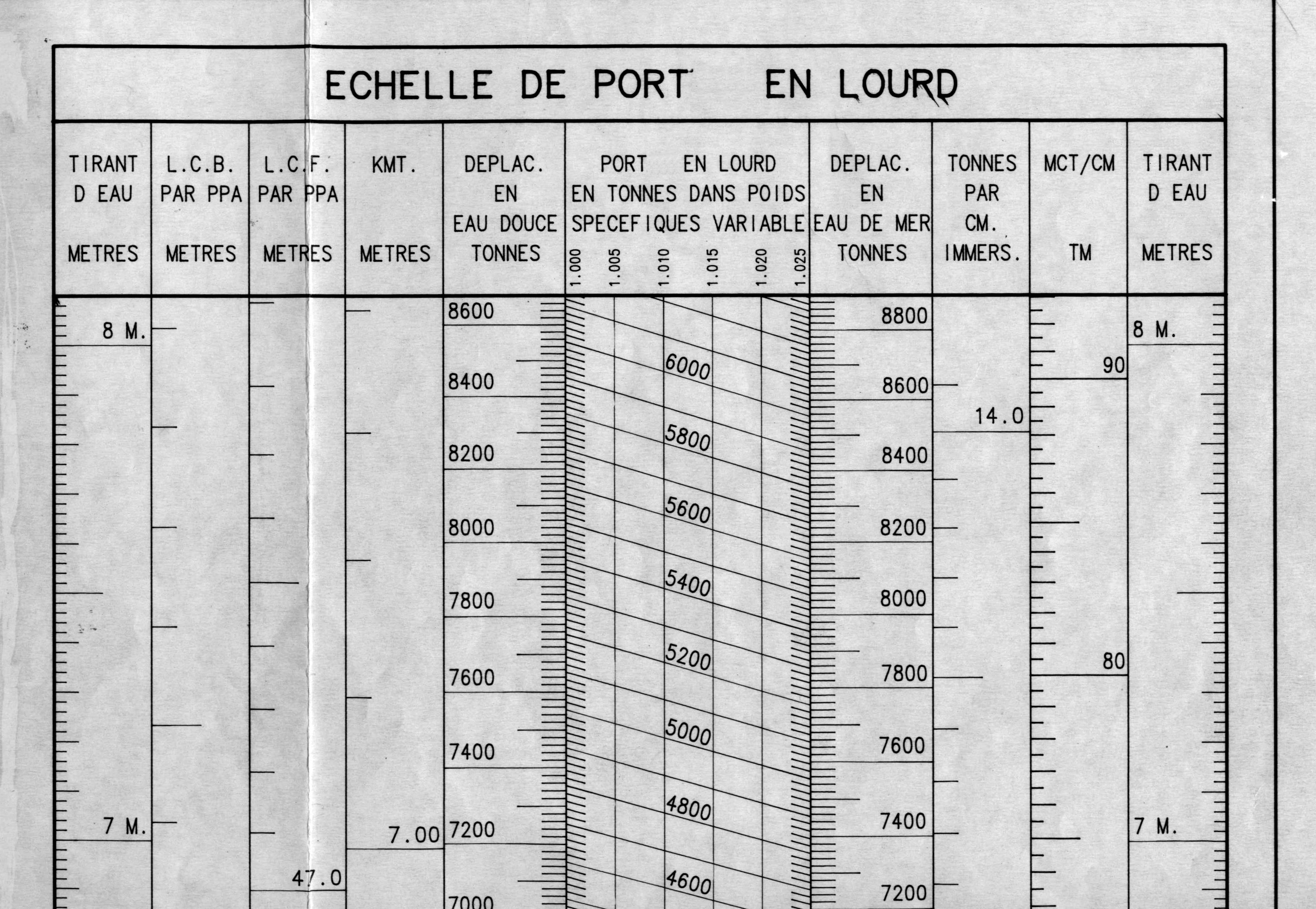
Пример диаграммы нагрузки, плавучести и осадки судна полным водоизмещением 6000 т

Для определения влияния переменных грузов на плавучесть пользуются допущением, при котором считается, что прием малых (менее 10 % водоизмещения) грузов не меняет площадь действующей ватерлинии. То есть изменение осадки считается так, словно корпус является прямой призмой. Тогда водоизмещение прямо зависит от осадки.
Исходя из этого, определяется фактор изменения осадки, обычно в т/см:
{\displaystyle q=0,01yS,}
где {\displaystyle S} — площадь действующей ватерлинии, {\displaystyle q} означает величину изменения нагрузки в тоннах, необходимую для изменения осадки на 1 см. При обратном расчете он позволяет определить, не вышел ли из допустимых пределов запас плавучести.